# Damon och Pythias
Damon och Pythias är en grekisk legend som illustrerar själuppoffrande vänskap. Enligt Encyclopædia Britannica återfinns den mest välkända versionen i den romerska retorikern Ciceros verk De Officiis (44 f.Kr.). Där återges Syrakusatyrannen Dionysios den äldres dömande av Damon eller Pythias till döden, varpå den dömde ber om uppskov för att hinna avsluta sina åtaganden. Dionysios vägrar – tills den andre av vännerna erbjuder sig att dö i den andres ställe – skulle den dömde inte återvända i enlighet med överenskommelsen. Då den dömde återvänder i tid blir Dionysios så häpen att han benådar dem båda.